# Halothamnus ferganensis
Halothamnus ferganensis är en amarantväxtart som beskrevs av Viktor Petrovitj Botjantsev. Halothamnus ferganensis ingår i släktet Halothamnus och familjen amarantväxter. Utöver nominatformen finns också underarten H. f. hispidulus.